# Heinz Beck (Schauspieler)
Heinz Beck (* 4. Dezember 1908 in München; † 30. März 1982 in Zürich) war ein deutscher Schauspieler bei Bühne, Film und Fernsehen.

## Leben und Wirken
Beck war der Sohn des sächsischen Hofschauspielers Maximilian Beck und der Pianistin Else Beck-Ohr. Nach dem Besuch des Gymnasiums erhielt Beck eine Schauspielausbildung und gab 1925 sein Bühnendebüt. Anschließend wirkte er an mehreren Münchner Bühnen wie die Kammerspiele und die Kleine Komödie und arbeitete ab 1940 auch als Dramaturg der Bavaria Filmkunst. Kurz nach 1945 gründete Heinz Beck seine eigene Tourneebühne „Die Kulisse“. Seit 1949 sah man Heinz Beck auch in Kinofilmen, und er nahm an Hörspielaufnahmen teil. Außerdem tat sich Beck als Schriftsteller hervor und wirkte in zahlreichen Fernsehspielen mit. Dort verkörperte er die gesamte Palette mittelgroßer Rollen und spielte einen Lehrer und einen Polizisten wie auch einen Inspektor, einen Manager und einen Portier wie auch einen Arzt und einen Diener. Beck war mit der Schauspielerin Hilde Willer verheiratet.

## Filmografie
- 1949: Die drei Dorfheiligen
- 1949: Ich mach dich glücklich
- 1949: Krach im Hinterhaus
- 1950: Czardas der Herzen
- 1950: Alles für die Firma
- 1950: Der Theodor im Fußballtor
- 1953: Solange du da bist
- 1953: Die Nacht ohne Moral
- 1954: Die kleine Stadt will schlafen gehn
- 1955: Das Forsthaus in Tirol
- 1956: Der Vogelhändler
- 1957: Nachts, wenn der Teufel kam
- 1959: Laß mich am Sonntag nicht allein
- 1961: Die Kuh
- 1962: Marke Lohengrin
- 1963: Als ich beim Käthele im Wald war
- 1963: Winterquartier
- 1963: Interpol – Der Trick mit dem Schlüssel
- 1964: Interpol – Die Dame mit dem Spitzentuch
- 1964: Der gelbe Pullover
- 1965: Paris muß brennen!
- 1965: Die fünfte Kolonne (TV-Serie, zwei Folgen)
- 1965: Das Kriminalmuseum (TV-Serie, eine Folge)
- 1965: Kommissar Freytag (TV-Serie, eine Folge)
- 1965: Der Nachtkurier meldet  (TV-Serie, eine Folge)
- 1966: Hokus-Pokus mit Gitte und Rex (TV-Show)
- 1966: Raumpatrouille (TV-Mehrteiler, eine Folge)
- 1967: Familie Hansen (TV-Serie, eine Folge)
- 1968: Detektiv Quarles (TV-Serie)
- 1968: Graf Yoster gibt sich die Ehre (TV-Serie, eine Folge)
- 1969: Herzblatt oder Wie sag ich’s meiner Tochter?
- 1970: Der Hirte Manuel
- 1974: Tatort: 3:0 für Veigl
- 1974: Mary Stuart
- 1975: Ein Fall für Männdli (TV-Serie, eine Folge)